# Bianqing

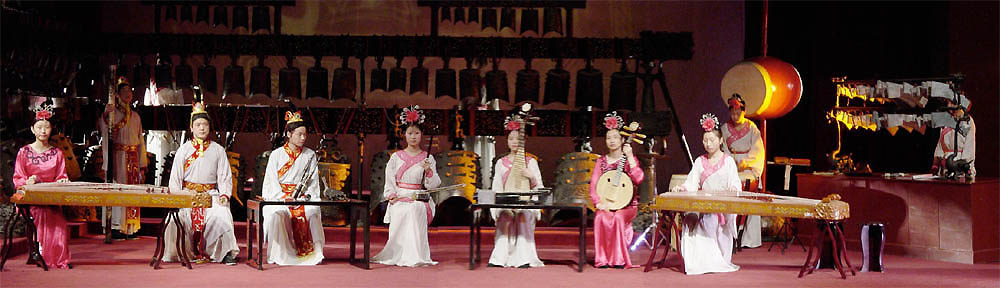
Se ve el bianqing arriba a la derecha.

El bianqing (en chino tradicional, 編磬; en chino simplificado, 编磬; pinyin, biān qìng) es un antiguo instrumento musical chino compuesto por piedras planas con forma de L, que cuelgan de una estructura de madera, puestos en un par de filas. Junto con el bianzhong, ambos fueron importantes instrumentos de música dentro de los rituales religiosos chinos, y que actualmente están siendo recuperados y utilizados.
Similar es el instrumento coreano, conocido como pyeongyeong actualmente utilizado en rituales y en conciertos.